# Vauda Canavese
Vauda Canavese (piemontesisch Vàuda) ist eine italienische Gemeinde in der Metropolitanstadt Turin (TO), Region Piemont.

## Lage und Einwohner
Vauda Canavese liegt 30 km nördlich von Turin.
Der Ort liegt auf einer Höhe von 260 m über dem Meeresspiegel. Das Gemeindegebiet umfasst eine Fläche von 7,25 km² und hat 1415 Einwohner (Stand 31. Dezember 2023).
Die Nachbargemeinden sind Busano, Rocca Canavese, Barbania, San Carlo Canavese, Front und San Francesco al Campo.

## Geschichte

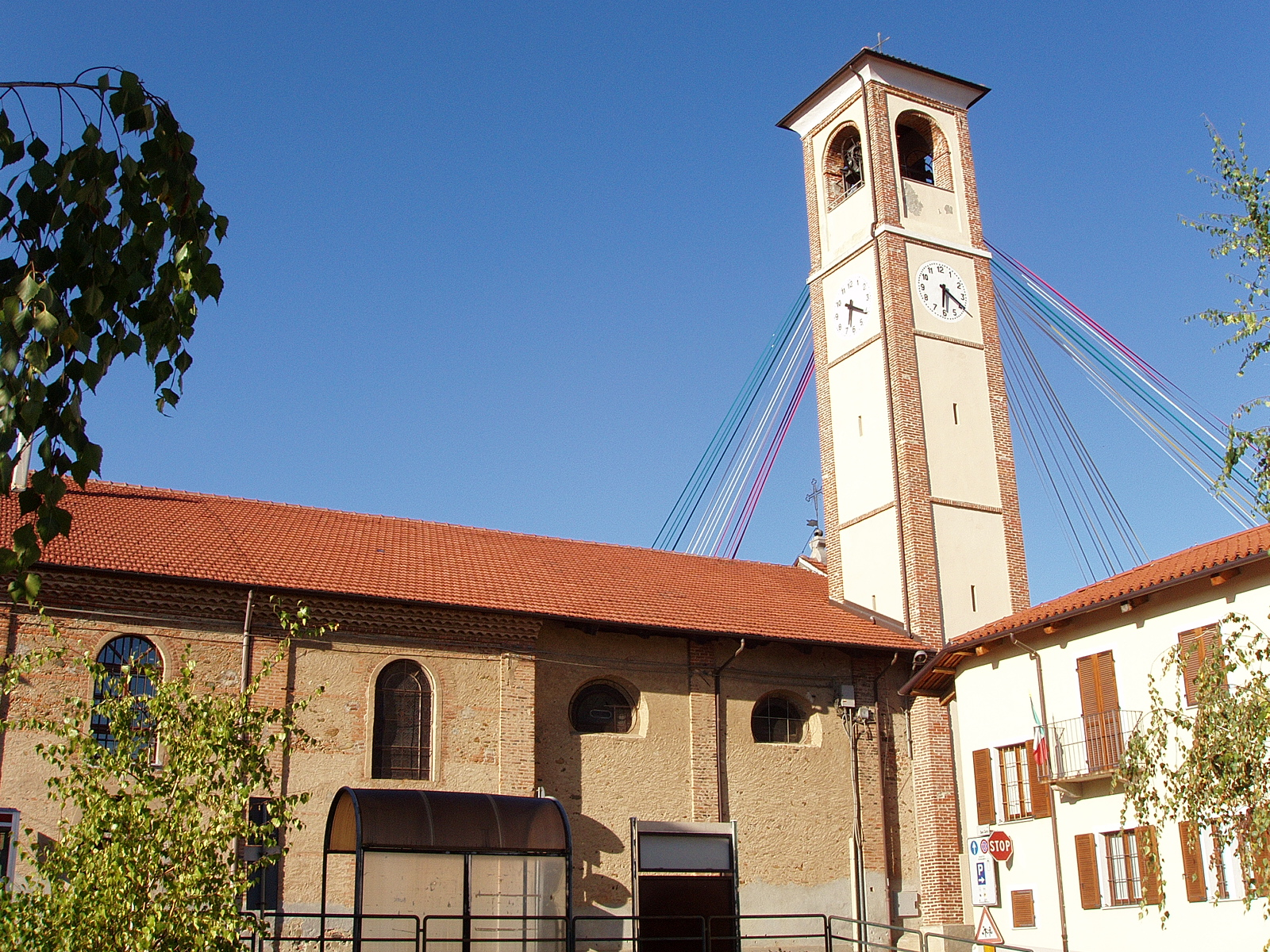
Die Pfarrkirche San Bernardo

Die älteste Erwähnung stammt aus dem Jahr 1027, Scilva Vualda, später wird über den Begriff Walda berichtet, der sich vom deutschen „wald“ ableitet, was „Holz, Wald“ bedeutet. Der Ortsname weist daher auf eine Siedlung in einer teilweise trockenen und teilweise mit Wäldern bedeckten Fläche hin. Sein Name war bis vor einigen Jahren Vauda di Front, mit einer Angabe, die durch die Anwesenheit mehrerer Vaudes im selben Canavese-Gebiet erforderlich war. Seine Entstehung ist ziemlich neu. Tatsächlich geht es auf das Jahr 1636 zurück, als es sich von der Gemeinde Front löste und auch im religiösen Bereich Autonomie erlangte. Seine Geschichte ist geprägt von schmerzhaften Kämpfen gegen Armut und Hunger.
Die lehmige und kiesige Beschaffenheit des Bodens, die die Landwirtschaft nicht begünstigte, die häufigen Überschwemmungen und die Nutzung des Gebiets für militärische Übungen machten die Lebensbedingungen der Menschen sehr prekär. Erst im 20. Jahrhundert konnte es von wesentlichen öffentlichen Dienstleistungen profitieren.

## Sehenswürdigkeiten
- Die Pfarrkirche San Bernardo, die im 18. Jahrhundert wieder aufgebaut wurde.
- Die Kirche San Nicola mit dem schönen Glockenturm aus dem 20. Jahrhundert, auf dessen Spitze die Statue des Heiligen steht.
- Die Kapelle San Grato, ein Gebäude aus dem 18. Jahrhundert.
- Die Kapelle San Gerolamo, die der Familie Castagneti gehörte, die ursprünglich aus diesem Ort stammte.